# Coluber taeniatus
Espèce
Synonymes
- Leptophis taeniata Hallowell, 1852
- Masticophis taeniatus (Hallowell, 1852)
- Masticophis ornatus Baird & Girard, 1853
- Masticophis taeniatus ornatus Baird & Girard, 1853
- Coluber taeniatus ornatus (Baird & Girard, 1853)

Coluber taeniatus est une espèce de serpents de la famille des Colubridae.

## Répartition
Ce serpent se rencontre :
- aux États-Unis dans l'Oregon, l'est de la Californie, le Nevada, l'ouest de l'Utah, l'ouest du Colorado, l'Arizona, le Nouveau-Mexique, le sud-ouest du Texas et le Washington ;
- au Mexique dans les États de Chihuahua, Coahuila, Durango, Nuevo León, Tamaulipas.

## Description
C'est un serpent strictement diurne.

## Liste des sous-espèces
Selon The Reptile Database (20 décembre 2013) :
- Coluber taeniatus girardi Stejneger & Barbour, 1917
- Coluber taeniatus taeniatus (Hallowell, 1852)

Coluber taeniatus schotti (Baird & Girard, 1853) est considéré dans ReptileDatabase comme une espèce à part entière sous le nom de Coluber schotti.
Coluber taeniatus ruthveni a été déplacé comme sous-espèce de Coluber schotti. Coluber taeniatus australis est maintenant synonyme de Coluber taeniatus ruthveni, donc de Coluber schotti.

## Publications originales
- Baird & Girard, 1853 : Catalogue of North American Reptiles in the Museum of the Smithsonian Institution. Part 1.-Serpents. Smithsonian Institution, Washington, p. 1-172 (texte intégral).
- Hallowell, 1852 : Descriptions of new species of reptiles inhabiting North America. Proceedings of the Academy of Natural Sciences of Philadelphia, vol. 6, p. 177-182 (texte intégral).
- Stejneger & Barbour, 1917 : A Check List of North American Amphibians and Reptiles. Harvard University Press, Cambridge, p. 1-125 (texte intégral).